# Bačevica
Bačevica (izvirno srbsko Бачевица) je naselje v Srbiji, ki upravno spada pod Občino Boljevac; slednja pa je del Zaječarskega upravnega okraja.

## Demografija
V naselju živi 356 polnoletnih prebivalcev, pri čemer je njihova povprečna starost 50,0 let (47,5 pri moških in 52,7 pri ženskah). Naselje ima 136 gospodinjstev, pri čemer je povprečno število članov na gospodinjstvo 3,01.
Prebivalstvo je večinoma nehomogeno, a v času zadnjih treh popisov je opazno zmanjšanje števila prebivalcev.
|  |

| Demografija | Demografija     | Demografija     |
| Leto        | Št. prebivalcev | Št. prebivalcev |
| ----------- | --------------- | --------------- |
|             |                 |                 |
|             |                 |                 |
|             |                 |                 |
|             |                 |                 |
| 1948        | 1063            |                 |
| 1953        | 999             |                 |
| 1961        | 925             |                 |
| 1971        | 845             |                 |
| 1981        | 739             |                 |
| 1991        | 523             | 511             |
| 2002        | 421             | 409             |
|             |                 |                 |

| Etnična sestava po popisu iz leta 2002 | Etnična sestava po popisu iz leta 2002 | Etnična sestava po popisu iz leta 2002 | Etnična sestava po popisu iz leta 2002 | Etnična sestava po popisu iz leta 2002 |
| -------------------------------------- | -------------------------------------- | -------------------------------------- | -------------------------------------- | -------------------------------------- |
| Vlahi                                  | Vlahi                                  |                                        | 208                                    | 50,85%                                 |
| Srbi                                   | Srbi                                   |                                        | 171                                    | 41,80%                                 |
| Romuni                                 | Romuni                                 |                                        | 1                                      | 0,24%                                  |
| Neznano                                | Neznano                                |                                        | 4                                      | 0,97%                                  |